# Final Fantasy XII
Final Fantasy XII (ファイナルファンタジーXII?, Fainaru Fantajī Tuerubu) è il dodicesimo capitolo della serie di videogiochi Final Fantasy. Creato e pubblicato da Square Enix, il videogioco è uscito in Giappone il 16 marzo 2006, nel Nordamerica il 31 ottobre 2006, in Australasia il 22 febbraio 2007 e in Europa il 23 febbraio 2007. Il 15 novembre 2005 è stata pubblicata una demo giocabile, allegata alla versione americana di Dragon Quest VIII: L'odissea del re maledetto, altro titolo pubblicato della stessa software house.
Final Fantasy XII non è basato su nessun altro capitolo, ma si svolge nello stesso mondo di Final Fantasy Tactics (PlayStation), Final Fantasy Tactics Advance (Game Boy Advance), Final Fantasy Tactics A2: Grimoire of the Rift (Nintendo DS) e Final Fantasy XII: Revenant Wings (Nintendo DS).
Il gioco ha ottenuto un buon successo a livello commerciale vendendo quasi 6 milioni di copie in tutto il mondo, arrivando ad essere il quarto Final Fantasy più venduto e a livello della critica ricevendo votazioni quasi mai al di sotto del 9 e vincendo diversi premi, tra i quali "Miglior gioco per PS2" da IGN e GameSpot, "Premio per il gioco dell'anno" da Famitsū e "Miglior gioco" da Edge. Ha inoltre raggiunto l'ottava posizione (record per la serie di Final Fantasy) nella classifica dei migliori videogiochi per console di sempre stilata nel 2009 da Guinness World Records Gamer's Edition.

## Trama
La storia ha inizio nella capitale del regno di Dalmasca, Rabanastre, dove si celebra con gioia il matrimonio della principessa Ashe di Dalmasca con il principe Rasler di Nabradia. La felicità dura per pochi giorni in quanto l'Impero di Archadia invade Nabradia. Durante la guerra, Nabradia e Dalmasca sono soggiogati dalle forze dell'impero; il principe Rasler perde la vita durante la Battaglia di Nalbina. Il re di Dalmasca, Raminas, è costretto a firmare un trattato di resa, ma i capitani del piccolo regno fiutano la trappola: Archadia vuole assassinare il monarca e destabilizzare il regno. Un gruppo di cavalieri di Dalmasca intraprende un tentativo di salvataggio quando Basch, il capo della missione, uccide Raminas e Reks, un giovane volontario, testimone del tradimento del cavaliere. Basch viene catturato e giustiziato, e la principessa Ashe si suicida per non consegnarsi nelle mani del nemico. Il Marchese Ondore IV comunica queste notizie al popolo di Dalmasca mentre l'Impero prende il totale controllo del regno; i capitani del regno di Dalmasca vengono proclamati traditori.
Due anni più tardi, Vaan, il fratello minore di Reks, già orfano dei genitori ed ora anche del fratello, si infiltra nel palazzo reale di Rabanastre durante i festeggiamenti per la nomina di Vayne Solidor come console della città, nonostante le obiezioni di Penelo, sua amica d'infanzia, anche lei orfana dei genitori da quando una epidemia di peste devastò la città; ora entrambi vivono insieme a un gruppo di orfanelli dal Bangaa Migelo. La Resistenza attacca il palazzo, ma i loro sforzi vengono vanificati dall'intervento del Bombardiere "Ifrit" della flotta di Archadia che massacra i ribelli. Durante la fuga, Vaan incontra Balthier e Fran, che come lui si erano introdotti nel palazzo per rubare la mitica Magilite della Dea. La fuga prosegue nelle fogne della città dove incontrano Amalia, il capo della Resistenza, che si unisce ai fuggiaschi. Tuttavia, Vaan, Balthier e Fran vengono catturati dai soldati imperiali e incarcerati nelle segrete di Nalbina. Il trio tenta immediatamente l'evasione e con loro sorpresa trovano nell'ala di massima sicurezza un detenuto speciale: il capitano Basch. Dopo aver appreso l'esistenza del suo fratello gemello, il giudice Magister Gabranth, Basch racconta a Vaan che Vayne Solidor aveva usato la sua prigionia per ricattare perennemente il marchese Ondore, impedendogli di agire contro l'Impero e tenendolo così sotto il suo controllo. Anche se all'inizio è molto scettico, Vaan impara a fidarsi dell'ex-capitano e decide di accompagnarlo a Bhujerba-con l'aiuto di Balthier e Fran- per incontrare il marchese. Essi liberano Penelo dalle grinfie del cacciatore di taglie Ba'Gamnan, che voleva utilizzarla per attirare Balthier in una trappola. Nella città il gruppo incontrerà un curioso ragazzo di nome Lamont che subito si prodiga per aiutarli: presto si rivelerà essere il fratello minore di Vayne, ovvero Larsa Solidor.
Basch riesce ad incontrare il marchese ma egli si dimostra irragionevole e cattura il gruppo per poi consegnarlo direttamente al Giudice Magister Ghis che è a capo dell'VIII flotta aeronavale della Marina imperiale di Archadia.
Ghis prende la magilite della Dea trafugata da Vaan, e con entusiasmo la riconosce come il Frammento del Crepuscolo.
Sull'ammiraglia della flotta, la corazzata "Leviathan", il gruppo è riunito con Amalia, che si rivela essere la principessa Ashe, e con Penelo, entrambe salvate da Larsa. Vaan e il gruppo fuggono dalla Leviathan e si recano nuovamente dal marchese per convincerlo che il regno di Dalmasca ha ancora un erede al trono in vita. Ondore riconosce Ashe ma a malincuore ammette di avere le mani legate: Ashe non potrà salire al trono finché non dimostrerà di appartenere alla stirpe reale. La principessa, spinta dalle visioni di Rasler, si cimenta nella raccolta delle reliquie di Raithwal “il Re Dinasta” per dimostrare il suo sangue reale. Il Frammento d'aurora, una forma di magilite chiamata Negalite, viene recuperato nella tomba dell'antico re, ma immediatamente esso viene sequestrato al gruppo dal giudice Ghis che lo consegnerà a Vayne Solidor. Ghis per accertarsi dell'autenticità della pietra e dei suoi mitici poteri conduce un piccolo esperimento che si rivela fatale: la Negalite distrugge il Leviathan, Ghis, e la sua flotta.
Ora in grado di dimostrare la sua stirpe reale grazie alla reliquia del Re Dinasta, Ashe viene convinta da Larsa a cercare il Gran Kiltias Anastasis, che dimora nel tempio del monte sacro Bur-Omisace. Il capo della religione kiltiana riconoscerà Ashe come unica e vera regina di Dalmasca. Lungo la strada, il gruppo della principessa Ashe salva la sorella di Fran, Mjrn, impazzita a causa di un frammento di Negalite artificiale.
A Bur-Omisace, Vaan e i suoi compagni di viaggio scoprono che non tutti sono desiderosi dell'imminente guerra. Larsa infatti, aveva preso contatti con Al-Cid Margrace, un membro della famiglia imperiale di Rozaria, per convincere i due imperi a cercare le vie della pace e della diplomazia. Il loro piano consisteva nell'annunciare Ashe nuova Regina di Dalmasca e persuadere l'Imperatore Gramis ad una soluzione pacifica, ma il principe di Rozaria mette al corrente il gruppo della morte di Gramis Solidor. Pare che il presidente del Senato, Gregoroth, abbia tentato un colpo di Stato con l'aiuto di molti senatori: il colpo di Stato è stato sventato dai giudici magister che hanno proclamato in nome del ministero della giustizia, Vayne Solidor nuovo imperatore. Con l'aiuto di Anastasis, Ashe recupera la Spada dei Re in grado di distruggere la Negalite. Mentre il gruppo ottiene nel Tempio di Miriam la spada, Bur-Osimace viene attaccata dalle truppe imperiali. Larsa è costretto a tornare ad Archades mentre Anastasis viene ucciso dal giudice Bergan. Dopo aver sconfitto il giudice, Ashe e il gruppo viaggiano verso Archades alla volta dei Laboratori Draklor, dove il Dr. Cid, padre di Balthier, sintetizza e sperimenta la negalite artificiale: è qui che si imbatteranno in Reddas. Il dottor Cid riesce a fuggire dalla struttura di ricerca e invita il gruppo a regolare i conti con lui nella misteriosa Giruvegan. Ashe e i suoi compagni entrano nell'antica città e incontrano i realizzatori della Crisalide Solare, fonte della Negalite: gli Occuria.
Gli immortali incaricheranno Ashe di distruggere completamente l'Impero di Archadia usando la forza della negalite; alla principessa viene rivelata la posizione della crisalide e gli viene donata la Spada del Patto con cui colpire la crisalide e ottenere nuova negalite.
Qua si scoprono i piani di Vayne Solidor: egli mira a diventare il nuovo Re Dinasta e conquistare Ivalice utilizzando la negalite artificiale; aiutato dal Dottor Cid per cui la Negalite era un'ossessione, dopo la sua visita a Giruvegan e l'incontro con Venat, l'Occuria traditore. L'unione delle loro ambizioni avviò il progetto di ricreare in laboratorio la negalite degli Occuria, che culminò nella distruzione di Nabudis e nell'occupazione di Dalmasca che servirono solo per ottenere e studiare le reliquie di Raithwall.
Vayne incarica Gabranth di accertarsi delle intenzioni di Ashe per la guerra, che ignara del suo pedinatore segue gli indizi degli Occuria sulla Crisalide Solare che la conducono al Faro di Ridorana. Con l'aiuto di Reddas la principessa riesce a trovare la fonte della negalite in cima alla torre, e lo spirito di Rasler, che aveva intravisto più volte, cerca di spingerla ad agire secondo i suoi istinti vendicativi, ma rendendosi conto che Rasler è un'illusione degli Occuria per manipolarla, si rifiuta di diventare un fantoccio, sapendo che andrebbe contro Dalmasca, ma prima di riuscire a tentare qualcosa irrompe sulla scena Gabranth, che ammise di aver ucciso suo padre, nel tentativo di istigarla alla lotta. Sconfitto il giudice, il gruppo osserva l'arrivo del Dottor Cid che liquida Gabranth ed evoca la piena potenza della crisalide con i frammenti di negalite. Lo scienziato muore negli scontri che seguono. Reddas, con l'intenzione di non consentire che la storia si ripeta come a Nabudis, sacrifica se stesso per distruggere la Crisalide solare utilizzando la spada dei re.
Ashe apprende da Al-Cid che un imminente battaglia sta per svolgersi a Rabanastre tra le forze di Archadia e la Resistenza, il gruppo armato guidato dal Marchese Ondore che ha sfidato l'Impero dopo l'incidente del Leviathan. Il gruppo vola verso Dalmasca dove trovano già le prime schermaglie di scontro tra le due flotte; tuttavia le forze di Archadia possono contare su Bahamut, la Fortezza dei Cieli - un'enorme nave, alimentata dal Mystes riversato dalla crisalide dotata di una potenza di fuoco senza eguali. Ashe e i suoi amici si infiltrano nella fortezza, e riaffrontano Gabranth. Il gruppo infine incontra Vayne Solidor e suo fratello Larsa che coglie l'occasione per opporsi ai piani di Vayne. Dopo una dura lotta che vede coinvolti gli stessi Larsa e Gabranth, Vayne viene distrutto nonostante Venat gli avesse infuso il suo potere. La battaglia si conclude con un annuncio di Ashe e Larsa che proclamano la fine delle ostilità fra Dalmasca e Archadia. Il gruppo fugge dalla Bahamut, ormai senza combustibile a causa della battaglia finale, insieme a Larsa e il Gabranth ormai moribondo. Balthier e Fran rimangono a bordo della fortezza, per evitare che si schianti su Rabanastre causando un genocidio. Nonostante riescano nell'impresa, ogni contatto con loro viene perso.
Un anno dopo, Ashe è diventata regina di Dalmasca e la sua incoronazione si svolgerà entro un mese; Basch sostituisce Gabranth come Giudice Magister a causa della promessa fatta a quest'ultimo nei suoi ultimi istanti di vita: dovrà proteggere ad ogni costo Larsa, il nuovo imperatore di Archadia. La storia si conclude con Vaan e Penelo che scoprono che la Strahl è stata ‘rubata’ da Balthier e Fran che lasciano ai due ragazzi un messaggio, che comprende una nota alla Regina Ashe e anche il suo anello, preso da Balthier nella storia. In seguito a questo, Vaan e Penelo a bordo di un'aeronave vanno a visitare Balthier e Fran a Bervenia.

## Modalità di gioco
Come tutti gli altri capitoli di Final Fantasy, anche questo è un gioco di ruolo, e come tale si basa sull'esplorazione dei vari scenari, sulla ricerca di oggetti particolari per portare a termine un compito.
Per quanto riguarda il sistema nuovo di battaglia, l'ADB (Active Dimension Battle), è molto simile a quello RTB (Real Time Battle) di Final Fantasy XI: gli incontri non sono più casuali, ma tutti i mostri o i nemici sono subito visibili durante l'esplorazione, così che il giocatore può scegliere se battersi con essi oppure no. Da questo ne consegue che tra l'esplorazione e la battaglia non ci sono transizioni, né per quanto riguarda le immagini, né per la musica. Il giocatore può cambiare a sua discrezione il personaggio da controllare (leader) tra i tre che costituiscono il party (in alcune missioni vi è un quarto personaggio "ospite", ma è controllato dal computer), mentre gli altri sono controllati dall'intelligenza artificiale, che seguono invece le indicazioni del giocatore tramite il sistema Gambit. Attivando i Gambit per ciascun componente della squadra, è possibile automatizzare gli scontri.
Final Fantasy XII è il primo capitolo della serie dai tempi di Final Fantasy V ad avere personaggi giocabili che non presentano particolari differenze per quanto riguarda abilità e stile di combattimento. Ogni personaggio può eseguire fino a tre tipi di Apoteosi, le quali sono assimilabili ai Limit Break e agli Overdrive dei giochi precedenti, ma possono essere anche combinate con quelle di altri personaggi; a differenza dei Limit Break dei giochi precedenti, tuttavia, le Apoteosi differiscono tra un personaggio e l'altro solo per il nome e l'animazione, mentre hanno tutte lo stesso effetto. Come in Final Fantasy X, le invocazioni, chiamate in questo capitolo Esper, sono controllabili dal giocatore e sostituiscono il gruppo, ma la loro efficacia è stata ridotta. Quando i personaggi sconfiggono i nemici, possono ottenere i punti licenza, che permettono di sbloccare le licenze, che forniscono bonus, abilità e la capacità di brandire particolari armi.

### Abilità

#### Magie
Le magie in Final Fantasy XII sono divise in cinque diverse categorie:
- Magia bianca, comprende le magie che curano gli HP (punti vita) come Energia, e le magie in grado di curare gli status nocivi come ad esempio Esna. È presente un'unica magia bianca che, anziché per curare, serve per attaccare gli avversari, soprattutto quelli deboli all'elemento sacro, che si chiama appunto Sancta.
- Magia nera, comprende le magie adibite a causare danni all'avversario. Rientrano in questo elenco le magie di tipo Fuoco, Tuono, Acqua, Ghiaccio, Aria e non-elementali come Shock e Clade o la più potente di tutte Collasso.
- Magia verde, comprende gli incantesimi che modificano caratteristiche o lo status del bersaglio in modo negativo o positivo, per esempio la magia Protect, Shell o Morfeo, che nei giochi precedenti erano magie bianche o nere.
- Magia spaziotempo, racchiude le magie che alterano la velocità del bersaglio come Slow, causano cambiamenti di stato che impediscono azione o movimento come Inabilità, o infliggono danno o modifiche di status non immediati come Medusa o Countdown, in modo simile alle magie temporali di Final Fantasy V.
- Magia occulta, comprende le magie di attacco di elemento oscuro (un esempio lampante è Dark), quelle che risucchiano HP o MP dal bersaglio e vengono assorbiti da chi ha lanciato l'incantesimo come Aspir e Drain, o quelle che cambiano lo status del bersaglio in modo singolare come Vanish o Bolla.

#### Tecniche
Le tecniche si differenziano dalle magie in quanto non richiedono dispendio di MP. Di vario genere, alcune possono essere utili per migliorare le condizioni di gioco (Scan) e dei personaggi (Carica e Pronto soccorso) o per ottenere oggetti aggiuntivi dai nemici (Ruba e Bracconaggio), oltre che danneggiarli in diverso modo, pagando al posto degli MP altri parametri come HP (Atroh e Spezzaossa) e guil (Elemosina) o relazionando il danno inflitto ai dati della partita, come il tempo di gioco (Cronattacco) o la distanza percorsa (Viavai). Alcune tecniche possono anche creare bonus o malus, come Prolunga o Achille.

#### Apoteosi

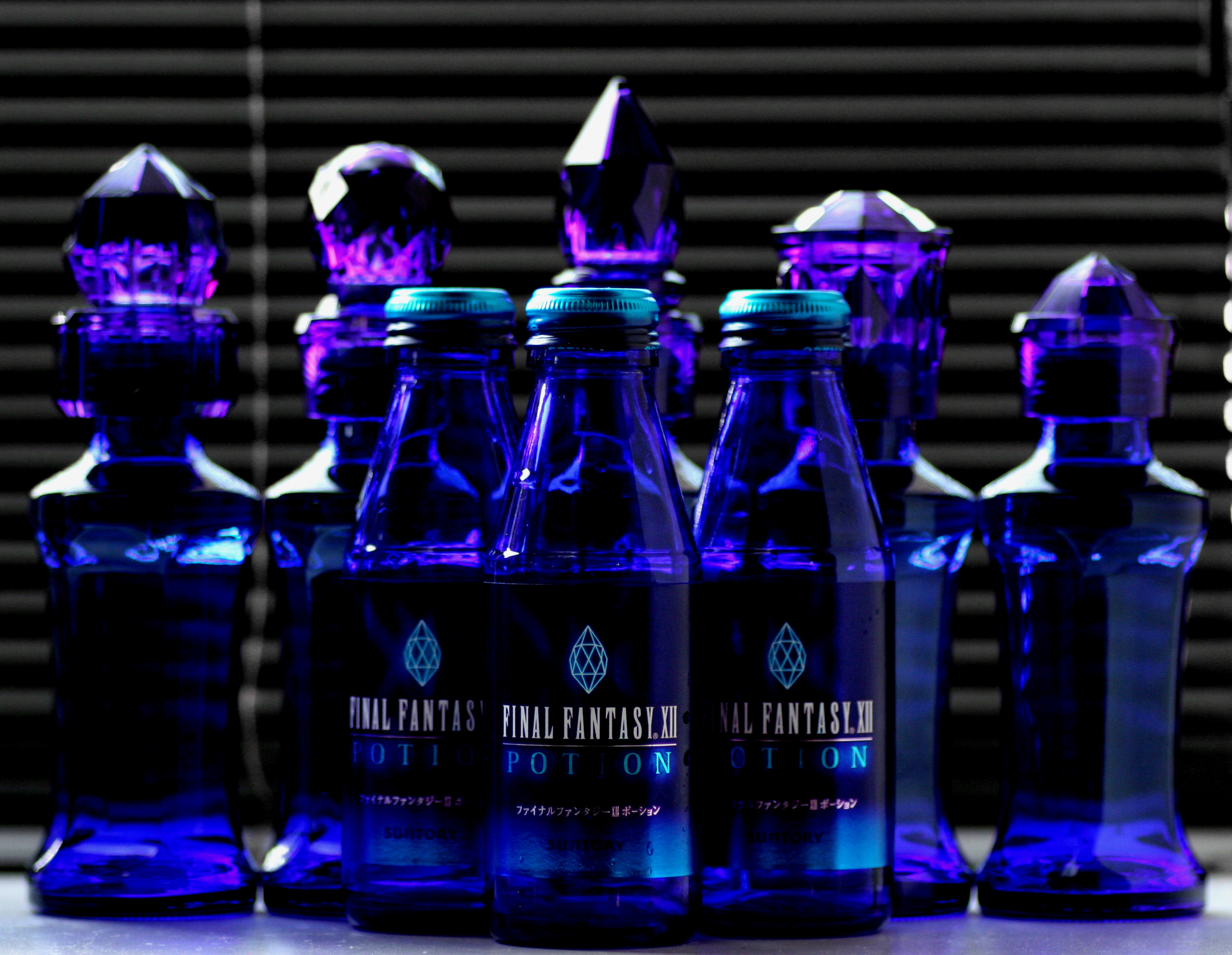
"Pozioni", bibite promozionali prodotte in Giappone

In Final Fantasy XII le Limit Break (gli attacchi speciali di ciascun personaggio) sono chiamate Apoteosi. A differenza di tutte le altre tecniche o magie del gioco ogni Apoteosi è caratteristica di un personaggio e non può essere appresa dagli altri (in realtà, nonostante il nome e la sequenza animata diversi, le Apoteosi dei vari personaggi hanno tutte lo stesso effetto: danni fisici calcolati in base al livello di Forza del personaggio). Ogni volta che un personaggio ne acquisisce una, agli MP viene aggiunta una Carica Mystes; con le apoteosi di lv. 1 gli MP restano invariati, ma acquisendo quelle di lv. 2 e 3 gli MP raddoppieranno e triplicheranno rispettivamente e ciò viene segnalato dalla barra MP spezzettata in più segmenti. Ogni apoteosi consuma un diverso quantitativo di cariche Mystes, e quindi di MP: lv. 1 1 sola carica, lv. 2 2 cariche e lv. 3 tutte e tre le cariche. La caratteristica più importante di queste potenti tecniche è che quando un membro del party ne utilizza una può dar via a una combinazione alla quale possono partecipare anche gli altri membri (provvisto che abbiano la possibilità di eseguire Apoteosi e abbiano comunque abbastanza cariche Mystes per effettuarle) e che infligge pesantissimi danni all'avversario. In più se si eseguono determinate combo tra i vari livelli di apoteosi si può dar vita ad una fusione che infliggerà danni a zona a seconda del livello del nemico. Spesso durante l'esecuzione delle Apoteosi compaiono diversi "Bonus Mystes", che possono ricaricare la barra MP e che possono quindi far continuare le catene, una volta concluso il tempo in più in particolari casi si attiva una combo detta "Fusione", che colpisce con una forza devastante tutti i nemici nella zona.

#### Esper
In Final Fantasy XII è possibile invocare alcune creature, chiamate Esper (lo stesso nome che avevano le invocazioni in Final Fantasy VI). Una volta sconfitto un Esper in battaglia e ottenuta la relativa licenza, diventa possibile invocarlo durante o fuori dalla battaglia. Quando si invoca un Esper, questi prende il posto dei due compagni dell'invocatore e, nel caso ci fosse, dell'ospite, i quali lasciano il campo. Gli Esper sono controllati dall'intelligenza artificiale, e hanno un proprio Gambit. Inoltre, rimangono in campo per un tempo limitato, al termine del quale, se non è stato sconfitto, sferra il suo attacco più potente prima di lasciare il campo. Nel caso l'invocatore muoia, l'Esper non rimane, ma lascerà il campo di battaglia col comando Commiato. Alcuni Esper necessitano di particolari condizioni affinché possano sferrare il loro colpo finale. Il sistema di invocazione è identico alle Apoteosi, con la divisione della barra in più segmenti che vengono consumati dall'invocazione in base alla potenza dell'Esper (Livello 1, 2 o 3). Molto tempo fa queste creature, per la loro presunzione di superiorità, si ribellarono agli Dei che li sconfissero e li sigillarono in luoghi inaccessibili come punizione per il loro vile tradimento.
Gli Esper di Final Fantasy XII sono tredici, corrispondenti alle 13 costellazioni dello Zodiaco: dodici relative allo zodiaco astrologico, a cui si aggiunge il Serpentario:
Ariete (Belias lo Stregone)Guardiano dei territori sacri, nato per volere degli dei. L'appellativo "Stregone" è dovuta alle sue componenti, una umana e magica, e una mostruosa. Si unì alla rivolta di Ultima contro gli dei ma fu sconfitto. È un essere dalla pelliccia rossa, con quattro braccia e due teste che da tempo immemorabile difende la tomba di Re Raithwall. Il suo nome ha origine nella Bibbia, in cui è la personificazione del male (Belial). È apparso anche in Final Fantasy Tactics e ricompare in Final Fantasy XII: Revenant Wings.
Toro (Chaos il Reincarnato)È un cavaliere in armatura seduto su di un trono fluttuante. Era il protettore del cristallo sacro fabbricato dagli Dei all'epoca della creazione. Giunto sul mondo terreno è stato travolto dai vortici caotici che lo infestavano e, dopo un continuo ciclo di morte e rinascita è alla fine diventato il Reincarnato. Anch'egli si ribellò agli Dei al fianco di Ultima. Attorno al suo trono ruotano quattro spade, simboli degli elementi (giallo-terra, rosso-fuoco, blu-acqua, verde-aria) e le medesime spade sono le armi del potente boss finale di Final Fantasy e Dissidia Final Fantasy, anche lui di nome Chaos. L'aspetto e la storia dell'Esper sono inoltre simili a quest'ultimo ma Tetsuya Nomura non ha confermato se ci sia un legame o meno tra i due personaggi.
Gemelli (Zalera il Mortifero)È un umanoide scheletrico, con una sacerdotessa, rapita durante la sua fuga dopo la sconfitta di Ultima, collocata su un avambraccio. Il suo nome è un anagramma di Azrael, angelo della morte ebraico. Era già apparso in Final Fantasy Tactics.
Cancro (Zeromus il Despota)Ha lo stesso nome dell'antagonista di Final Fantasy IV, con cui condivide anche l'aspetto e la storia, e ha attributi di crostaceo, come la grande chela sul braccio destro. Il suo antico incarico era giudicare le anime dei defunti, ma poi ha abusato dei suoi poteri ed è stato sconfitto dagli dei.
Leone (Hashmal l'Ordinatore)Per la sua forza sacra era al servizio degli dei come guida per gli uomini. Per il desiderio di forza assoluta che soggioga ogni cosa, si è ribellato agli dei insieme ad Ultima l'Angelo. Il suo nome è forse un riferimento a Sansone, personaggio biblico, così forte da poter sconfiggere a mani nude un leone. Era già apparso in Final Fantasy Tactics.
Vergine (Ultima l'Angelo)Rappresentata come una donna dalla pelle blu con tre paia di ali arancioni, seduta sopra un potente cannone, è considerata l'alterazione perfetta; in quanto il capo e l'ideatrice della rivolta contro gli Dei, pare che sia un riferimento al Lucifero cristiano. Già apparsa in Final Fantasy Tactics, compare anche come totema dei Nu Mou nella versione per Gameboy Advance del medesimo gioco.
Bilancia (Exodus l'Arbitro)È l'alterazione più antica, incaricato di osservare il mondo, aveva il potere di giudicare ogni cosa. L'adempimento della missione ha fatto sì che perdesse ogni legame e interesse per il concreto. Per restituire ogni cosa al nulla ha combattuto contro gli dei ma, sconfitto, è stato condannato a subire il sigillo. In Final Fantasy V, il boss finale aveva lo stesso nome, poi tradotto come ExDeath, e con quest'ultimo l'Esper ha in comune dei tratti della personalità e il fatto di essere parte di un albero. Era il totema delle Viera in Final Fantasy Tactics Advance anche se il suo aspetto era molto diverso da quello che ha in Final Fantasy XII: era infatti molto più simile ad un albero.
Scorpione (Cùchulainn l'Impuro)Dalla pelle pallida e cadaverica, ha un arco con freccia che gli trapassa il cranio e un enorme pungiglione velenoso nascosto dentro il suo corpo. Il suo antico incarico era quello di ripulire il mondo dalla lordura degli Huma. Il suo nome deriva da Cuchulainn, eroe tradizionale irlandese. Era già apparso in Final Fantasy Tactics.
Sagittario (Shemhazai il Traditore)Dal grosso pungiglione, ha l'aspetto di una donna con fattezze cavalline. Il suo antico incarico era quello di scortare gli Dei ovunque essi andassero. Quando Ultima le propose di rivoltarsi contro gli Dei svolse il ruolo di spia per scoprire i punti deboli divini. Il nome è quello del capo degli angeli malvagi nella mitologia del vicino oriente. Combatte usando delle pistole a energia dell'anima.
Capricorno (Adrammelech l'Irato)Il signore della rabbia e il leggendario dominatore di mostri, il cui nome è quello di una divinità babilonese e di un demonio ebraico. Fu imprigionato nelle caverne di Zertinan nelle Sabbie impetuose di Azrosa. Era già apparso in Final Fantasy Tactics e anche come totema dei Bangaa nella versione advance del gioco.
Aquario (Famfrit il Nembo)Regge una gigantesca anfora d'acqua ed è al servizio del Dottor Cid. A causa del suo spaventoso aspetto è stato preso di mira persino dagli dei che l'hanno creato. La pioggia che fuoriesce dal suo acquario viene temuta e rispettata dagli uomini in quanto foriera di disastri e caos. Era il totema dei moguri in Final Fantasy Tactics Advance.
Pesci (Mateus l'Immorale)È un Esper che è riuscito a catturare la Dea dei Ghiacci e ad usarla come suo scudo legandola davanti al suo torace. ciò gli ha anche conferito i poteri sul ghiaccio stesso. Il nome è già stato usato nella serie, infatti è il primo nome dell'imperatore Palamesia di Final Fantasy II. Era il totema degli umani in Final Fantasy Tactics Advance.
Serpentario (Zodiark il Legislatore)Signore della legge. Rappresentato come un serpente con diverse paia di ali. È l'Esper più forte di tutti, temuto anche dagli stessi Dei, tanto che ne bloccarono la crescita facendone un signore degli angeli bambino. Tra tutti gli Esper è anche il più difficile da ottenere.

### Gambit
Il sistema dei Gambit è una delle novità introdotte in Final Fantasy XII. Si tratta di un sistema di routine predeterminate di programmazione a oggetti che possono essere assegnate a ogni personaggio. Ciascun personaggio può avere fino a 12 Gambit, modificabili singolarmente dal menu principale. Dal menu di battaglia è possibile solamente attivare o disattivare in toto i Gambit di un singolo personaggio. Ogni Gambit è caratterizzato da due parametri: la condizione e l'azione. Un esempio potrebbe essere "Alleato < 50% HP" (condizione) e "Magia: Energia" (azione), che fa curare al possessore del Gambit qualsiasi alleato abbia meno della metà degli HP.
Da ricordare che in alcune delle varie fasi del gioco ci saranno personaggi che combatteranno al nostro fianco come "ospiti", e tali sono indipendentemente liberi di svolgere azioni senza poter modificare il loro Gambit, armi, abilità o altro.

### Licenze
Quando acquistate delle nuove armi, magie, protezioni e via dicendo, se non disponete delle licenze apposite non potrete utilizzare nessun arma, magia e altro in questione.
Le licenze non sono altro che il "lasciapassare" per poter usufruire di certi acquisti fatti nei vari negozi, come ad esempio per potenziare un'arma, o meglio per passare da un'arma (spada+10) ad una più potente (spada+15). Questo, s'intende, vale anche per la magia e tutte le altre abilità disponibili.
In ogni personaggio navigando nel menù Licenze, è presente una scacchiera contenente le varie abilità (armi, magie, ecc.) da sbloccare, e queste, finché non vengono sbloccate con il raggiungimento sufficiente di LP, rimangono di colore grigio.
Per ottenere le licenze bisogna combattere e guadagnare i punti licenza (LP) che ad ogni scontro portato a termine in battaglia, ci verranno assegnati per sbloccare la licenza di cui abbiamo bisogno.
Naturalmente non ci vengono assegnati enormi quantità di LP per ogni battaglia che facciamo, ma con il combattere di più alla fine raggiungeremo gli LP necessari per una licenza da sbloccare.

### Bestiario
Il bestiario è una sezione del Diario del clan che contiene quasi tutti i mostri (compresi soldati e umanoidi) di Ivalice con i relativi dati. Ogni singola voce viene sbloccata quando si sconfigge il mostro in oggetto, e molte di esse hanno una o più pagine secondarie che non trattano della creatura in particolare, ma consistono invece in documenti o altri manoscritti che approfondiscono gli elementi del mondo di Ivalice o danno indizi su come ottenere particolari armi o offerte speciali dai mercanti.

## Personaggi
Tutti i capitoli di Final Fantasy sono caratterizzati dal gran numero di personaggi giocabili, tutti ben caratterizzati anche dal punto di vista psicologico. In questo capitolo ce ne sono sei, e non tutti sono umani.
Il protagonista è il giovane Vaan, diciassettenne ragazzo di strada che sogna di diventare un pirata dei cieli.
Protagonista femminile è invece la principessa Ashe che per un periodo di tempo viene chiamata Amalia, ultima (e unica sopravvissuta) dei nove figli del re Raminas di Dalmasca, ora leader del gruppo di ribelli contro l'impero di Archadia.
Oltre a questi, altri personaggi si aggregano durante lo svolgersi del gioco: Balthier, ventiduenne aviopirata, neutrale per quanto riguarda la guerra tra il regno di Dalmasca e l'impero di Archadia, e la sua compagna Fran, un'affascinante guerriera Viera; Penelo, la migliore amica di Vaan, e Basch, ex capitano dell'esercito di Dalmasca (considerato un traditore durante il conflitto contro Archadia). Prima ancora di Vaan, tra i personaggi giocabili è presente Reks (fratello maggiore di Vaan) che serve come "introduzione" ai comandi di gioco.
Fra i personaggi non giocabili compaiono Larsa Ferrinas Solidor (giocabile come "ospite" nella squadra), figlio dell'imperatore Gramis, giovanissimo principe misteriosamente legato alla Negalite, sostanza che assorbe la potenza magica; il fratello Vayne Carudas Solidor, l'erede al trono di Archadia nonché capo dei Giudici, spietati generali ai quali è affidato il controllo dell'impero di Archadia già presenti in Final Fantasy Tactics e Final Fantasy Tactics Advance; Vossler (giocabile come "ospite" nella squadra), un soldato facente parte del gruppo guidato da Basch, anche se i due sembrano essere molto legati dal passato; Montblanc e Nono, Moguri già presenti in Final Fantasy Tactics Advance, e Al-Cid Margrace, il principe di Rozaria. Ed infine c'è il vecchio Dalan che vi darà molto aiuto e vi dirà molti consigli. Lui si trova nella città bassa di Rabanastre.

## Ambientazione
Final Fantasy XII presenta alcune novità: la storia non è del tutto lineare, così da rendere libera l'esplorazione del mondo di Ivalice in un'epoca non del tutto chiara. Il mondo è molto vasto e per realizzarlo i programmatori si sono recati in Turchia. Su di esso vivono diversi popoli di diverse razze: gli Huma sono i più numerosi, ma ci sono anche Moguri (somiglianti a conigli alati), Viera (solo donne, caratterizzate da lunghe orecchie da coniglio), Bangaa (simili a grosse lucertole, di quattro tipi diversi) e Seeq (simili a suini azzurri o grigi); inoltre ci sono altre razze ma che sono in numero davvero esiguo, come ad esempio i Nu Mou, saggi esseri dediti allo studio e dotati di enormi poteri magici, oppure gli Urutan Yensa od i Garif, ultimo popolo che conosce gli usi segreti della negalite e i Bacnamus che disprezzati dalle altre razze vivono in luoghi angusti e tremendi. La storia è ambientata nel mondo di Ivalice, già visto in Final Fantasy Tactics e Final Fantasy Tactics Advance oltre che in Vagrant Story.

### Razze
- Huma: Gli Huma hanno essenzialmente sembianze umane. Essendo la razza senziente più comune, sono spesso usati come termine di paragone per catalogare le altre razze senzienti per biologia, fisiologia e cultura. Basati totalmente sulla loro controparte reale, gli Huma sono spesso differenziati per la loro nazionalità o, al massimo per il colore della pelle (molto raramente si parla di altre razze). In molti casi, però, si hanno differenziazioni che vanno al di là della semplice cultura o del colore della pelle.
- Bangaa: Rettili umanoidi ricoperti di squame dalla testa ai piedi. Il loro temperamento irruente, la straordinaria forza fisica e l'amore per la battaglia li rendono invincibili in prima linea. Il loro aspetto è quello di enormi lucertoloni bipedi, caratterizzati da corpi muscolosi, musi allungati e lunghe orecchie. Le squame che li ricoprono sono molto resistenti e questo, unito alla loro forza e aggressività, basta a fargli conquistare il primato di razza più fisicamente potente di Ivalice. Le orecchie penzoloni servono per regolare la temperatura corporea e, benché siano dei rettili, essi sono creature a sangue caldo, come i dinosauri o i draghi, come dimostra il fatto che crescano loro barba e capelli e che possano vivere dappertutto senza problemi. I bangaa sono piuttosto difficili da distinguere in termini di genere, non esistendo differenze sostanziali tra maschi e femmine; la sola cosa che li può distinguere è la loro voce, leggermente meno rauca nelle donne. Sono tanto intelligenti quanto lo sono gli Huma, e sono la razza più integrata nella società Huma in tutti i giochi. Ciò nonostante, molti huma non li considerano loro pari, probabilmente per il loro aspetto inquietante, e spesso arrivano a discriminarli. Il peggiore insulto razzista nei loro confronti è dare a un bangaa della lucertola. Paradossalmente, i Bangaa sono molto civilizzati, amanti dell'ordine e del buonsenso; sono anche molto religiosi, come dimostra il fatto che alcuni di loro diventino monaci o templari. I mestieri da loro intrapresi riconducono spesso alle classi combattenti di dragoni, guerrieri o gladiatori.
- Seeq: I Seeq sono degli esseri simili a grossi e grassi maiali, con lunghe zanne e un corno sulla fronte. Spesso, per via della loro scarsa intelligenza e del loro aspetto spaventoso, sono considerati un anello di congiunzione tra uomini e bestie, più che dei veri esseri senzienti. Di vari colori, è praticamente impossibile distinguere tra maschi e femmine, anche se è possibile intuire il sesso dall'abbigliamento e dal comportamento. I Seeq non indossano molti vestiti, ma tutti indossano almeno un perizoma, se sono donne anche un reggiseno. I Seeq amano ciò che luccica, e tendono ad adornarsi in modo pacchiano di oro e gioielli. Alcuni di loro hanno una faccia sorridente dipinta sulla pancia, anche se non è del tutto chiaro cosa voglia significare: potrebbe essere un qualche simbolo di gerarchia sociale.
- Moguri: I Moguri hanno di solito l'aspetto di piccole creature dalla pelliccia bianca, con alette viola sulla schiena e un'antenna sulla testa, sormontata da un vistoso pompon. Quest'ornamento non ha utilità particolare, ma molte persone desiderano toccarlo, anche se questo dà parecchio fastidio ai diretti interessati. I pompon, di solito, sono rossi, ma non è raro trovarne anche di altri colori. Queste creature non portano vestiti, eccezion fatta per i Moguri di Ivalice, civilizzati, in grado di parlare correttamente la lingua umana e perfettamente integrati nella società. Le ali non vengono usate per volare, ma solo per cambiare direzione durante il volo, reso possibile da una vescica natatoria che, riempita d'aria, permette loro di fluttuare. I Moguri sono intelligenti e laboriosi, e vivono in piccoli clan sparsi per i mondi; sono in grado di comunicare tra di loro tramite un metodo di scambio di messaggi chiamato Mognet. Nei primi titoli, non sapevano dire altra parola se non il loro caratteristico verso "kupò". Nei giochi più recenti, parlano perfettamente l'italiano e dicono kupò solo tra una frase e l'altra, quasi fosse una sorta di tic.
- Viera: Le Viera sono creature quasi totalmente umane, sono una razza composta quasi interamente da donne (i maschi esistono, ma non sono mai apparsi), e queste donne hanno la caratteristica di essere tutte bellissime e perennemente giovani. Sono una razza estremamente longeva, tanto che non è ancora chiaro quanto possano vivere in realtà. La particolarità più evidente della fisiologia delle Viera sono le enormi orecchie da coniglio che sbucano dai capelli; anche il viso è leggermente più allungato in avanti rispetto a un essere umano normale, a ricordare quello di un coniglio; hanno le dita delle mani molto lunghe e i piedi hanno una forma piuttosto insolita: oltre ad essere anch'essi molto lunghi, cosa che le costringe spesso a indossare calzature apposite, presentano tre sole dita artigliate. Fiere della loro bellezza, le Viera indossano abiti che lasciano scoperta buona parte del loro corpo, e le loro armature sono estremamente aderenti; le Viera presentano anche una coda da coniglio dietro la schiena.
- Nu Mou: I Nu Mou sono una razza di umanoidi simili ai cani, alti circa un metro e mezzo, con musi allungati e lunghe code. Le orecchie, lunghe e penzolanti con un largo buco verso la fine, sono spesso decorate con orecchini. Alti circa un metro e mezzo, sembrano ancora più piccoli a causa della loro postura incurvata. La durata media della vita di un Nu Mou è circa tre volte superiore a quella umana, ma il loro aspetto non ne risente: infatti hanno tutti un aspetto vetusto, e hanno la caratteristica di venire al mondo già vecchi. Il colore del pelo varia dal bianco al bruno, ma lungo la schiena è sempre presente una striscia giallo sabbia. Pur non essendo ottimi combattenti fisici, si rivelano dei maghi e degli ottimi combattenti dalla distanza. La maggior parte dei lavori da loro svolti riconducono alle classi di saggio, domatore e studioso.

## Colonna sonora

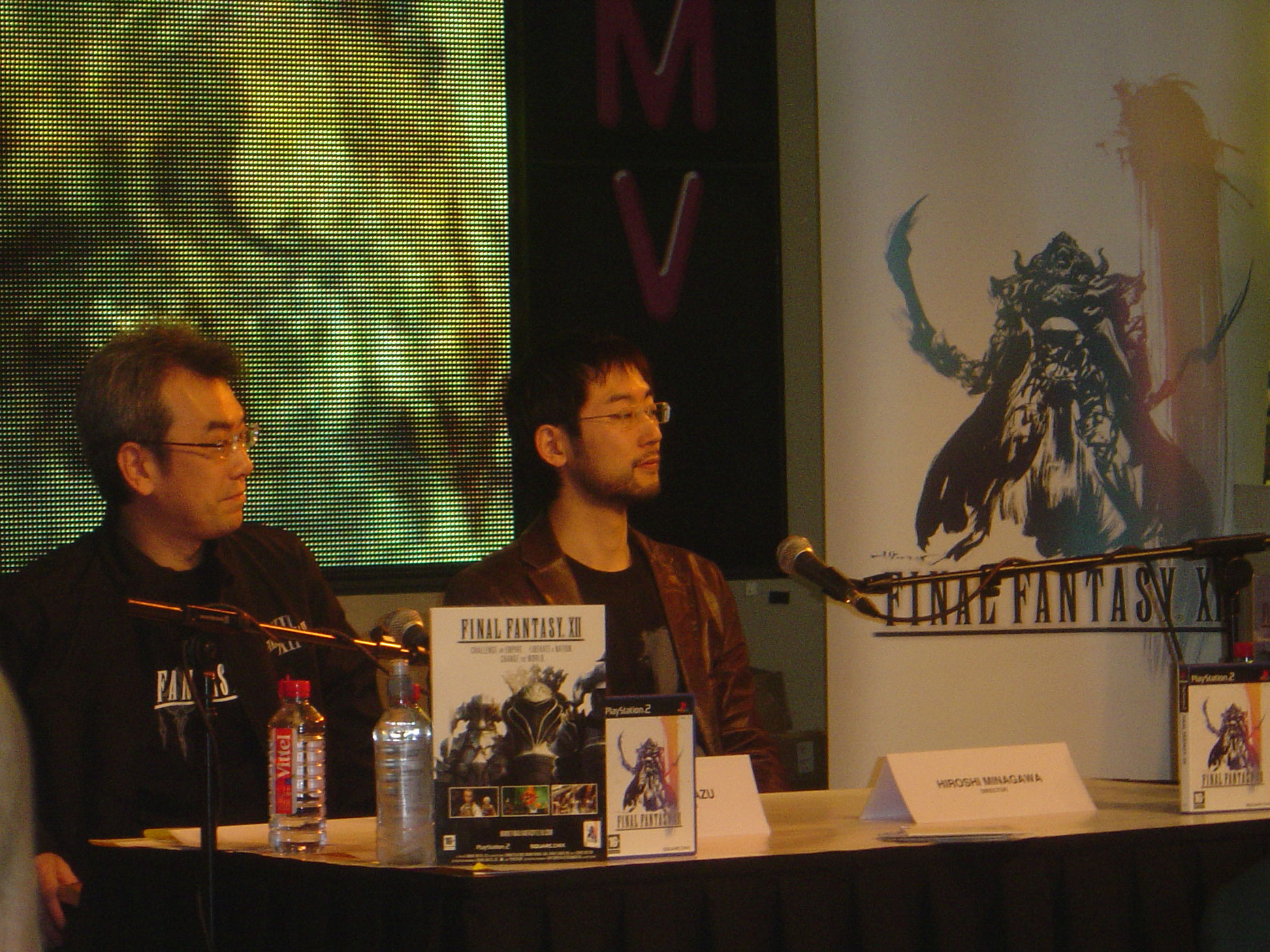
Akitoshi Kawazu (sinistra) e Hiroshi Minagawa al London HMV Launch Party di Final Fantasy XII nel 2007

La colonna sonora di Final Fantasy XII è stata composta e arrangiata prevalentemente da Hitoshi Sakimoto, già compositore delle colonne sonore di altri titoli Square Enix, tra cui Final Fantasy Tactics e Vagrant Story, affiancato da Masaharu Iwata, suo storico collaboratore, e vari compositori tra i quali Hayato Matsuo (che ha contribuito alla composizione dei temi principali del gioco), Taro Hakase e Yuji Toriyama. Nella colonna sonora del gioco sono presenti anche alcuni riarrangiamenti, tra cui il classico preludio della serie Final Fantasy e Clash on the Big Bridge di Final Fantasy V, riarrangiata per orchestra. A questo lavoro ha anche partecipato in parte lo storico compositore della serie Nobuo Uematsu, che ha composto solamente il tema principale Kiss Me Goodbye e il brano finale dei titoli di coda.

### Kiss Me Goodbye
Kiss Me Goodbye è il tema principale della colonna sonora di Final Fantasy XII.
È stato scritto a quattro mani da Nobuo Uematsu (sue le canzoni Eyes On Me di Final Fantasy VIII, Melodies of Life di Final Fantasy IX e Suteki Da Ne di Final Fantasy X, così come quasi tutti i brani che compongono la colonna sonora della serie) e dalla cantante stessa del pezzo, Angela Aki.
Con questo pezzo Square riprende l'abitudine che aveva abbandonato nel decimo capitolo della serie, di creare cioè due versioni del tema principale: una in giapponese ed una in lingua inglese, per il mercato internazionale.

## Accoglienza
La rivista Play Generation diede alla versione per PlayStation 2 un punteggio di 97/100, trovando che l'ultimo FF per PS2 regalava una trama appassionante ed un comparto tecnico inattaccabile, rendendolo così un gioco rivoluzionario. La stessa testata classificò Rabanastre come la terza città più pulsante presente in gioco disponibile su PlayStation 2.

## Rimasterizzazione
Il 6 giugno 2016 è stato annunciato ufficialmente da Square Enix il remaster in HD del gioco intitolato Final Fantasy XII: The Zodiac Age, che includerà una serie di miglioramenti grafici, un gameplay ottimizzato e nuove feature. In più gli scenari, i modelli poligonali dei personaggi e le cutscene sono stati ridisegnati per sfruttare la potenza delle console di nuova generazione. Il gioco è stato annunciato per PlayStation 4 ed è uscito l'11 luglio 2017 in Europa e Nord America e il 13 Luglio 2017 in Giappone e Asia. Successivamente il titolo uscì anche su Steam e il 30 aprile 2019 fu pubblicato anche su Nintendo Switch e Xbox One.

## Eredità
Il sistema Gambit ha ispirato sistemi simili utilizzati in altri giochi come Dragon Age: Origins e Pillars of Eternity II. Final Fantasy XIV ha utilizzato il sistema Gambit come base per il suo "Trust System", una meccanica che affianca i giocatori online a personaggi della storia controllati da intelligenza artificiale. Il gioco ha inoltre incorporato diverse regioni e personaggi da Final Fantasy XII nel suo mondo di gioco, insieme ad altri giochi dell'universo di Ivalice con Yasumi Matsuno come creatore ospite. Michael-Christopher Koji Fox, il direttore della traduzione di Final Fantasy XIV ha indicato in un'intervista che il team comprende molte persone che hanno lavorato a Final Fantasy XII e "è uno dei giochi da cui volevano trarre ispirazione perché lo trovavano davvero fantastico e apprezzavano molto l'immaginario e il folklore che aveva". Astria Ascending ha usato il suo sistema di job, presente nelle riedizioni successive, come fonte di ispirazione per il suo sistema di gameplay. The DioField Chronicle ha usato il gioco come una delle fonti di ispirazione per i suoi controlli e il movimento dei giocatori. La localizzazione di Final Fantasy XII è stata lodata come un punto di forza della serie e dei videogiochi nel loro complesso. I principali localizzatori Alexander O. Smith e Joseph Reeder collaborarono nuovamente su Tactics Ogre: Wheel of Fortune, il remake di un precedente gioco di Yasumi Matsuno, la cui localizzazione ricevette anch’essa grandi elogi. I produttori di The Zodiac Age hanno dichiarato che stavano considerando un altro gioco ambientato nell'universo di Ivalice, aggiungendo che progetti precedenti sono stati abbandonati a causa del fatto che i membri originali dello sviluppo stavano lavorando su altri giochi.